# Port lotniczy General Jose Antonio Anzoategui
Aeropuerto Internacional General José Antonio Anzoátegui – port lotniczy zlokalizowany w mieście Barcelona w Wenezueli.

## Linie lotnicze i połączenia

### Krajowe
- Avior Airlines (Caracas, Ciudad Guayana, Porlamar, Valencia)
- Laser Airlines (Caracas)
- Rutaca Airlines (Caracas)

### Międzynarodowe
- Avior Airlines (Guayaquil, Lima, Manaus, Miami)